# Іж Юпітер-5

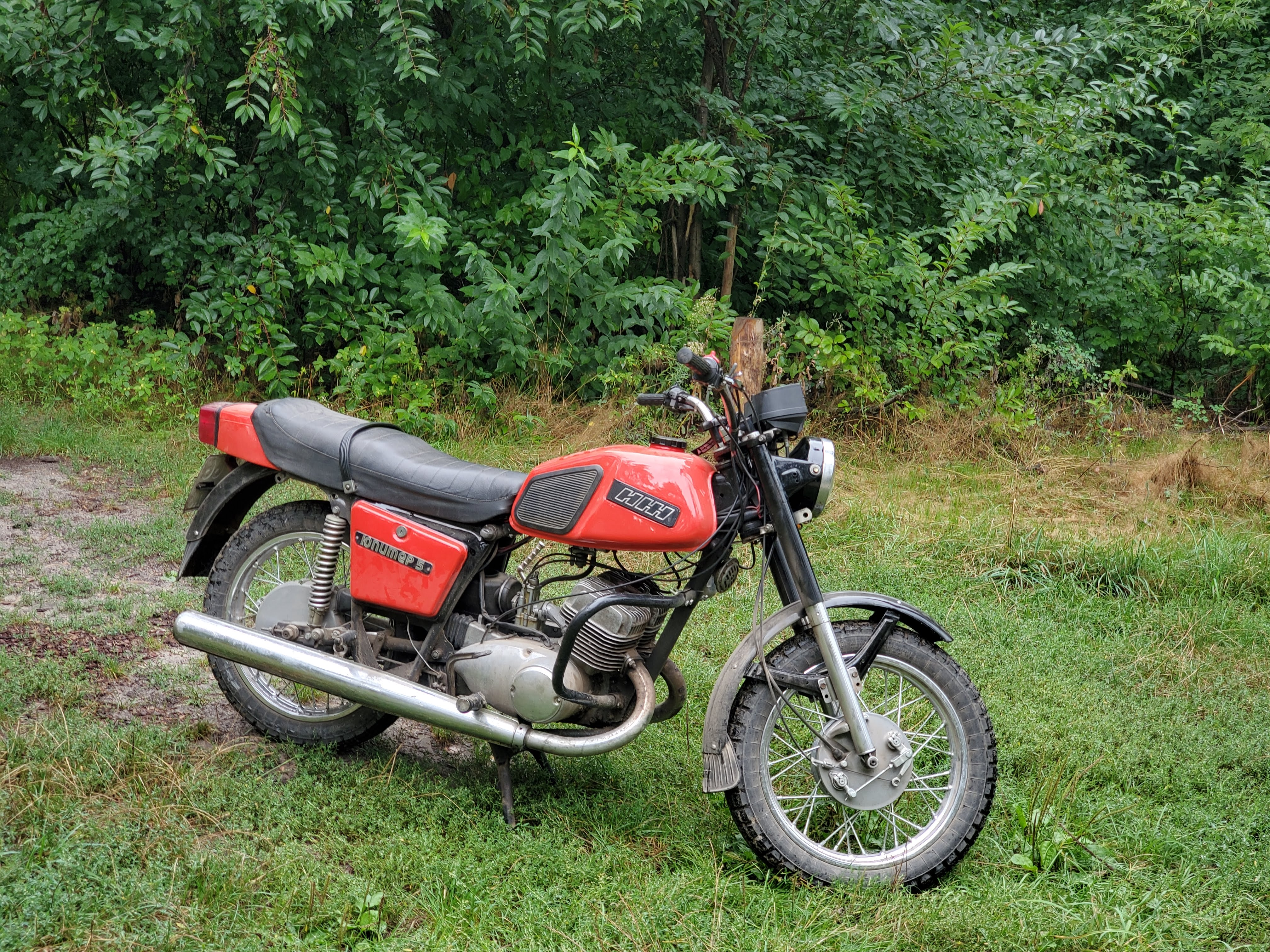
Іж Юпітер - 5К (на фото без коляски) 1991р.

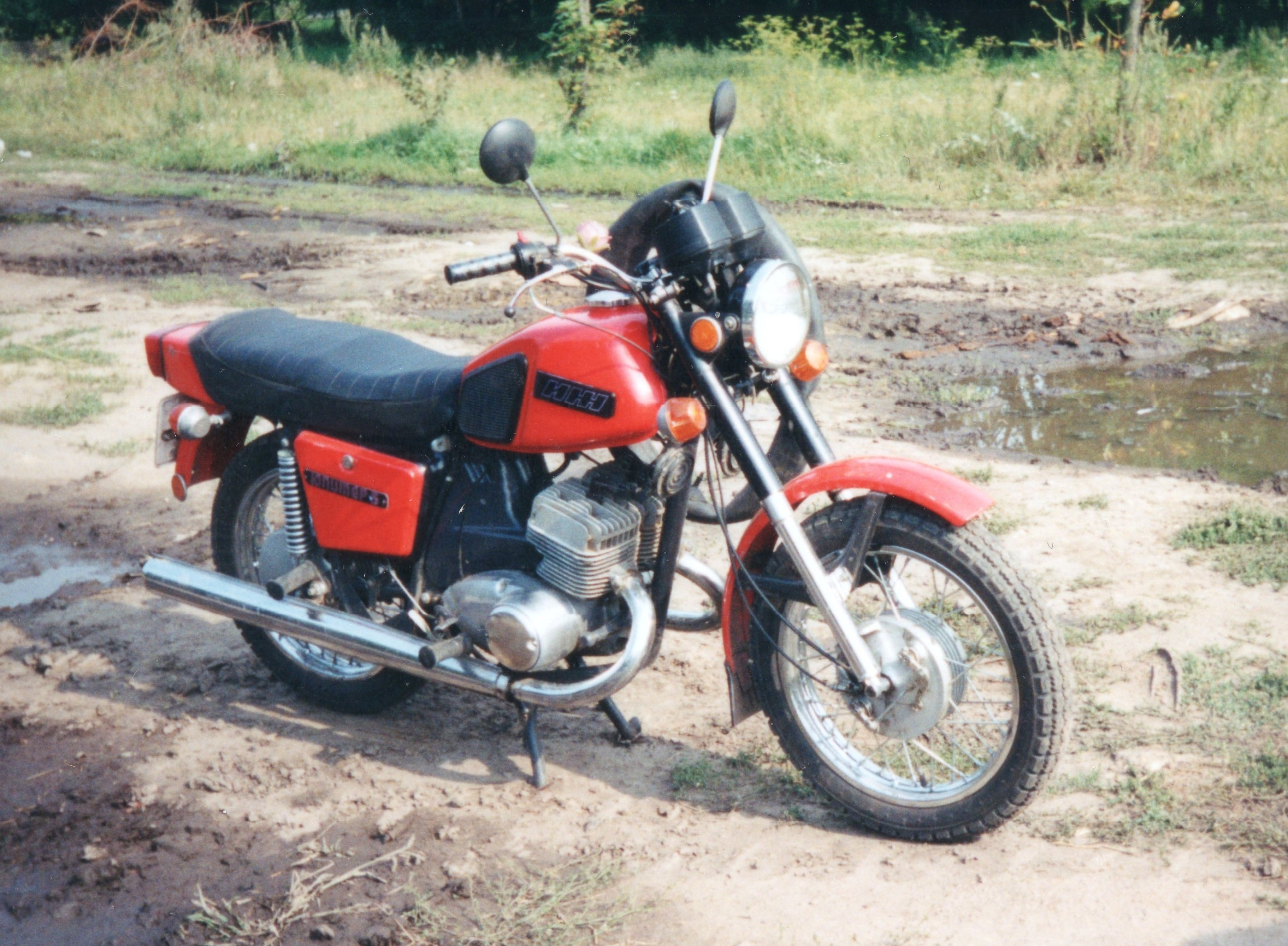
Іж Юпітер-5 без коляски

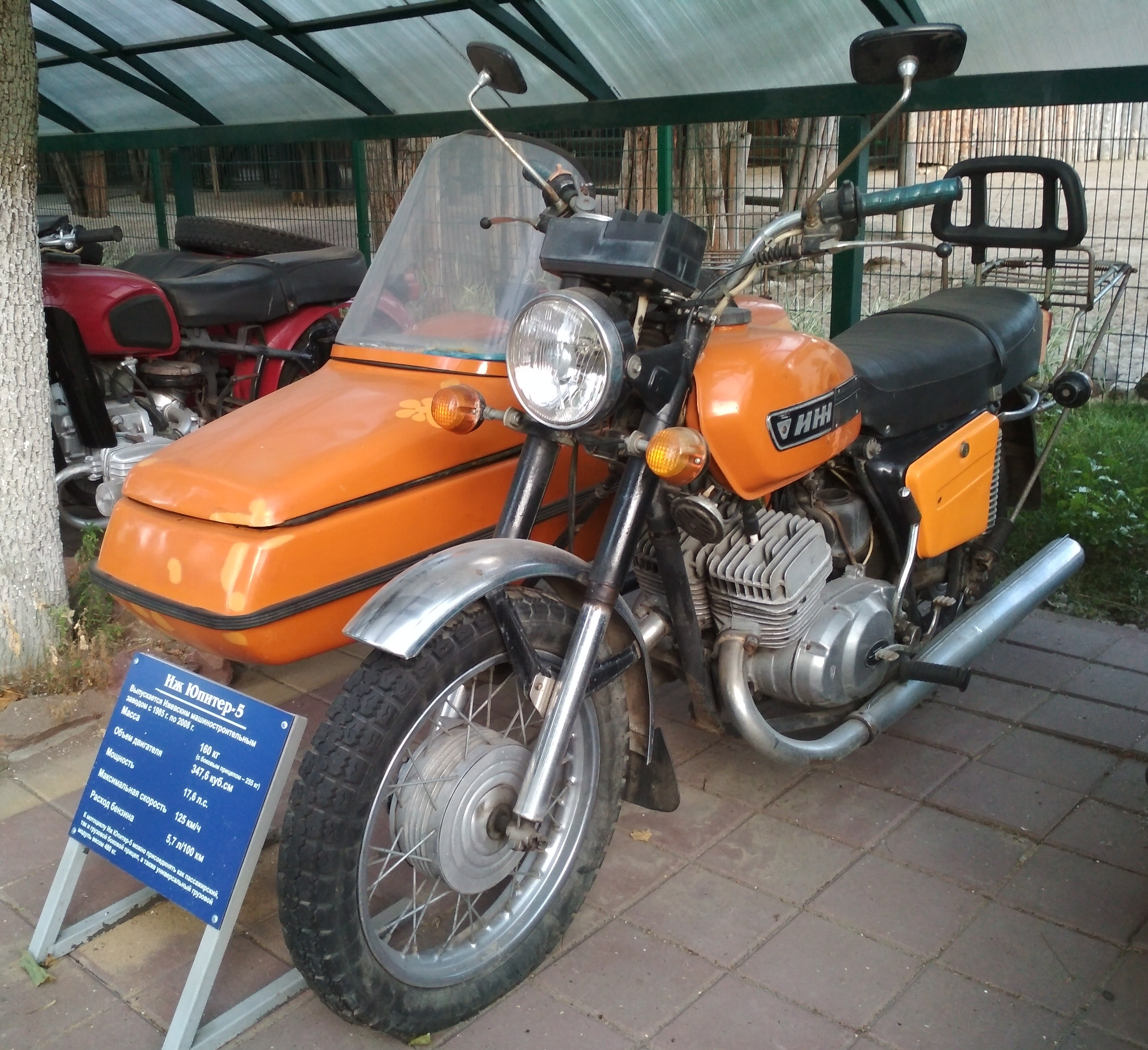
Іж Юпітер-5 з коляскою

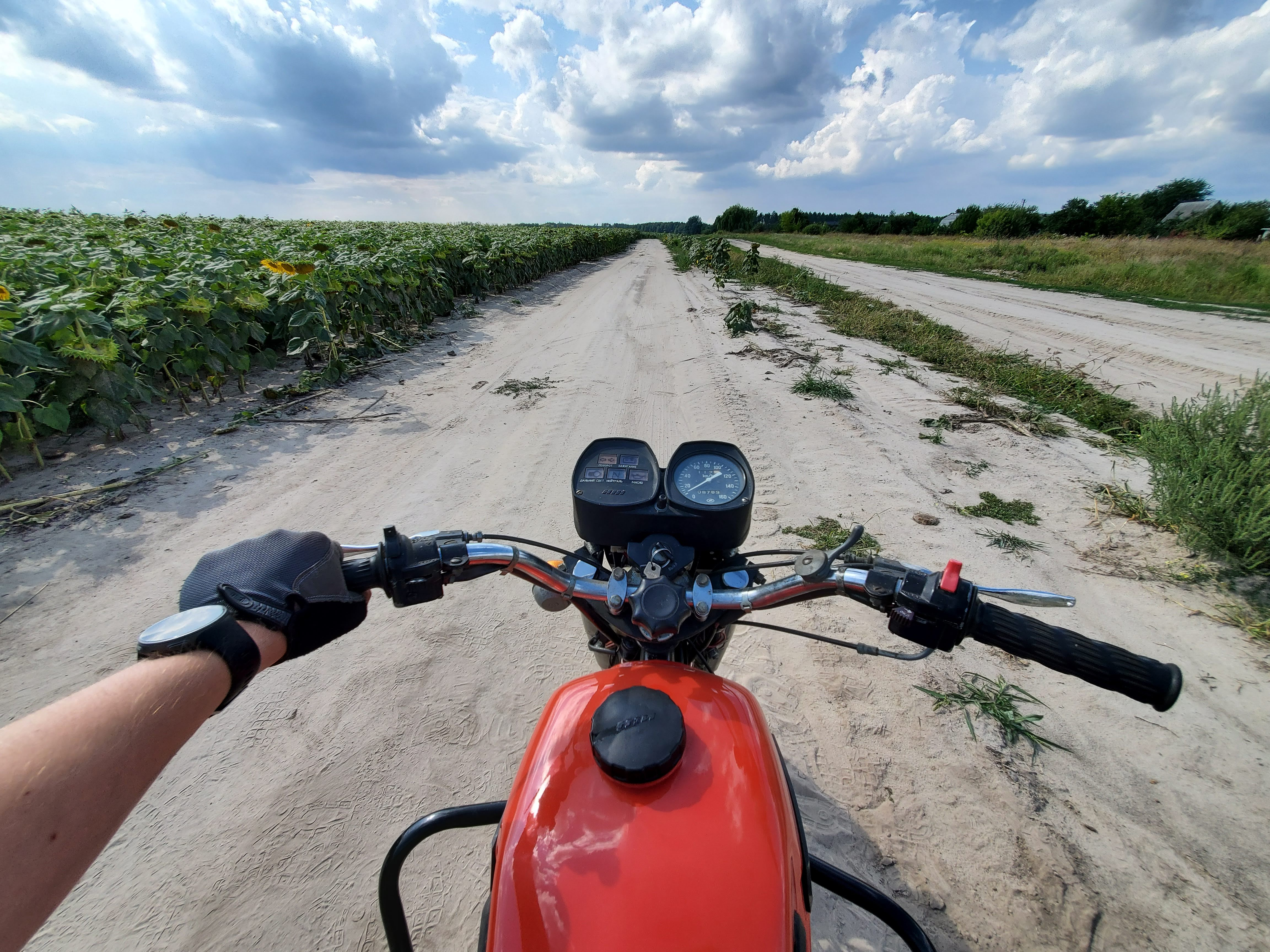
Вид зі сторони байкера (Пізній варіант з новою приборною панеллю)

ІЖ Юпітер-5 (англ. Izh Jupiter-5) — мотоцикл середнього класу, призначений для пересування по дорогах з різним покриттям, що випускався Іжевським машинобудівним заводом з 1985 по 2008 рік. У 1988 році був проведений рестайлінг.
Мотоцикл був конкурентом Чехословацької Jawa 350/638.
Випускалося три модифікації даного мотоцикла. Стандартною була модифікація без бокового причепа, але оснащена кріпленнями для нього, а також модифікація вже укомплектована боковим причепом — мотоцикл з коляскою.
Другою модифікацією був «Турист». Цей мотоцикл був оснащений боковим причепом, додатково у нього було запасне колесо, що має збільшені ґрунтозачепи. Позначалася ця модифікація як ІЖ «Юпітер-5Т».
Третя модифікація мала позначення «Люкс», або ж ІЖ «Юпітер-5Л». Даний мотоцикл боковим причепом не оснащується, і кріпильних елементів на мотоциклі під нього не було. Зате він оснащувався невеликим обтічником, були також колінні дуги безпеки і причіпний багажник.
Конструктивно мотоцикли цих модифікацій між собою не відрізнялися. Всі складові частини мотоцикла закріплювалися на трубчастій рамі. Щоб забезпечити підвіску заднього колеса, в задній частині рами був підрамник, прикріплений до рами нетвердим болтовим з'єднанням.
На передню частину рами встановлювався силовий агрегат з коробкою передач і кермова колонка, оснащена телескопічною вилкою. Над двигуном розміщувався паливний бак, а перед ним — кермо і приладова дошка і фара.
Мотоцикл мав двотактний, двох циліндровий двигун робочим об'ємом 347,6 куб.см, потужністю 24 к.с. КПП 4 ступінчата, запалювання 12 В. Максимальна швидкість 125 км/год (без бічного причепу, з причепом 90 км/год). Мотоцикл відрізнявся від попередника Іж Юпітер-4 дефорсованим з 28 до 24 к.с. двигуном, але збільшено крутний момент За рахунок дефорсації, двигун став стабільно працювати на низьких обертах, підвищилась надійність. Була також версія двигуна з рідинним охолодженям. Двигуни для мотоциклів також випускалися Харківським заводом ім. Малишева.
За баком вся верхня частина мотоцикла відводилася під сидіння, із закріпленим на неї заднім крилом зі стоп-сигналом. Нижче сидіння було два бардачки. Лівий відводився під акумуляторну батарею, а правий був призначений  для інструментів.
Заднє колесо встановлювалося в маятникову вилку . Щоб забезпечити його підвіску, вилка, крім болтового рухомого кріплення, з'єднувалась з рамою за допомогою пружних гідравлічних амортизаторів. Пружини мали трипозиційну регулювання, що забезпечувало зміна жорсткості задньої підвіски. Привід заднього колеса виконувався за допомогою герметичної ланцюгової передачі.
Вихлопні труби, що відходять від двигуна, тяглися вздовж усього мотоцикла. Щоб уберегти водія і пасажира від можливих опіків, труби кріпилися під підніжками.
Мотоцикл оснащувався барабанними гальмами з механічним приводом на обох колесах, передні гальма - двокулачкові. Згодом деякі версії оснащувалися передніми дисковими гальмами з гідроприводом.

## Модифікації (неповний список)
- ІЖ 6.113-010-01 — базова модель без бокового причепа: телескопічна вилка, двокулачкове  гальмо барабанного типу, спицеві колеса.
- ІЖ 6.114-010-01 — з боковим причепом
- ІЖ 6.114Т-010-01 — з боковим причепом, модифікація «Турист» — додатково укомплектований запасним колесом з шиною, що має збільшені ґрунтозачепи.
- ІЖ 6.113Л-010-01 — без бокового причепа, модифікація «Люкс» — додатково обладнаний півобтічником, колінними щитками і багажником
- ІЖ 6.113-014-01 — комплектується литими взаємозамінними колесами. Експлуатація з боковим причепом не допускається.
- ІЖ 6.113-015-01 — без бокового причепа, укомплектований дисковим гальмом переднього колеса з гідравлічним приводом, передньою підвіскою телескопічного типу зі збільшеним ходом і пневматичним регулюванням, литими колесами різного розміру
- ІЖ 6.113Л-015-01 — без бокового причепа, модифікація «Люкс» — додатково обладнаний півобтічником, колінними щитками і багажником
- ІЖ 6.113-016-01 — без бокового причепа, укомплектований дисковим гальмом переднього колеса з гідравлічним приводом, передньою підвіскою телескопічного типу зі збільшеним ходом і пневматичним регулюванням, колесами спицевані одного розміру, але невзаємозамінними.
- ІЖ 6.114-016-01 — з боковим причепом
- ІЖ 6.114Т-016-01 — з боковим причепом, модифікація «Турист» — додатково укомплектований запасним колесом з шиною, що має збільшені ґрунтозачепи.
- ІЖ 6.113-020-01 — без бокового причепа, обладнаний карбюратором К-65Д
- ІЖ 6.114-020-01 — з боковим причепом, обладнаний карбюратором К-65Д
- ІЖ 6.114Т-020-01 — з боковим причепом, модифікація «Турист» — додатково укомплектований запасним колесом з шиною, що має збільшені ґрунтозачепи
- ІЖ 6.113-025-01 — без бокового причепа, укомплектований дисковим гальмом переднього колеса з гідравлічним приводом, передньою підвіскою телескопічного типу зі збільшеним ходом і пневматичним регулюванням, литими колесами різного розміру, обладнаний карбюратором К-65Д
- ІЖ 6.113-012-01 — без бокового причепа, обладнаний карбюратором «Jikov-2928СЕ»
- ІЖ 6.114-012-01 — з боковим причепом, обладнаний карбюратором «Jikov-2928СЕ»
- ІЖ 6.113-026-01 — без бокового причепа, укомплектований дисковим гальмом переднього колеса з гідравлічним приводом, передньою підвіскою телескопічного типу зі збільшеним ходом і пневматичним регулюванням, колесами спіцованние одного розміру, але невзаємозамінними. Обладнаний карбюратором К-65Д
- ІЖ 6.114-026-01 — з боковим причепом, обладнаний карбюратором К-65Д
- ІЖ 6.114Т-026-01 — з боковим причепом, модифікація «Турист» — додатково укомплектований запасним колесом з шиною, що має збільшені ґрунтозачепи. Обладнаний карбюратором К-65Д
- ІЖ 6.113-026-03 — без бокового причепа, модифікація з передньої гідропневматичною вилкою і дисковим гальмом, обладнаний карбюратором К-65Д
- ІЖ 6.114Г-020-01 — з боковим вантажним причепом ІЖ 9.204, обладнаний карбюратором К-65Д
- ІЖ 6.114Г-023-01 — з боковим вантажним причепом ВМЗ 9.203Г

## Технічні характеристики
- База мотоцикла (відстань між осями коліс): 1450 мм
- Дорожній просвіт при повному навантаженні та нормальному тиску в шинах: 135 (125) мм
- Габаритні розміри (без урахування обтічника, багажника, дуг безпеки та дзеркала), мм
- довжина: 2 170 (2 200)
- ширина: 810 (1700)
- висота: 1 170 (1 300)
- Маса (суха): 160 (255) кг
- Максимальне навантаження: 170 (255) кг (в т.ч, навантаження на багажник або вантаж у бічному причепі) 20 (30) кг
- Максимальна швидкість: 125 (95) км/год
Гальма:
задній: однокулачковий барабанного типу з тяговим механічним приводом
передній: однодисковий однопоршневий з гідравлічним приводом або двокулачковий барабанного типу з тросовим механічним приводом
колеса бокового причепа: однокулачковий барабанного типу з механічним приводом
Гальмівний шлях, м:
- Для мотоциклів з барабанним гальмом
зі швидкості руху 30 км/год до 0 км/год: 6,5 (7,2)
зі швидкості руху 60 км/год до 0 км/год: 22 (25)
- Для мотоциклів з дисковим гальмом
зі швидкості руху 30 км/год до 0 км/год: 6,0 (6,8)
зі швидкості руху 60 км/год до 0 км/год: 20 (24)

Контрольна витрата палива: для ІЖ-6.113: 5,9 (7,1) л на 100 км.
Тип двигуна: двотактний, двоциліндровий
Діаметр циліндра: 62 мм
Хід поршня: 57,6 мм
Ступінь стиснення: 9,3
Робочий об'єм: 347,6 см3
Максимальна потужність двигуна, кВт (к. с.) 17,6 (24)
Мастильна система: спільно з паливом
Система запалювання: батарейна
Карбюратор: К-62Д, К-65Д, К-68Д або Jikov-2928СЕ (виробництва ЧССР)
Паливо, що застосовується: бензин з октановим числом не менше 76 (А-76, АІ-93)
Очищувач повітря: контактно-масляний
Охолодження: повітряне або рідинне для пізніх моделей
Передача від двигуна на зчеплення: дворядним втулковим ланцюгом
Зчеплення: багатодискове в масляній ванні
Коробка передач: чотириступінчаста
Перемикання передач: ножним важелем з напівавтоматичним та ручним вичавлюванням зчеплення
Передача на заднє колесо: ланцюгом однорядного приводного роликового
Передатне відношення головної передачі: для ІЖ-6.113: 2,21 (2,63)
Передаточні відносини коробки передач:
I передача: 3,17
II передача: 1,81
III передача: 1,26
IV передача: 1,0
Рама: трубчаста, зварена, одинарна
Підвіска переднього колеса: телескопічного типу із пружинно-гідравлічними амортизаторами з пневматичним регулюванням (хід 200 мм) або без пневморегулювання (хід 160 мм)
Підвіска заднього колеса: важіль з пружинно-гідравлічними амортизаторами (хід 85 мм)
Розмір шин:
Стандарт 3,50×18" (90-459)
Переднє колесо на мотоциклах 6.113-015-01, 6.113-025-01, 6.113Л-015-01, 3,25×19" (82-484)
Запасне колесо: для 6.114Т, 3,75×18" (90-459)